# وزارة الزراعة والسيادة الغذائية والغابات (إيطاليا)
وزارة الزراعة والسيادة الغذائية والغابات (بالإيطالية: Ministero dell'agricoltura, della sovranità alimentare e delle foreste)‏ أي (MASAF) هي وزارة حكومية إيطالية.
شكلت في عام 1946 باسم ("وزارة الزراعة والغابات")، وبعد الاستفتاء الإيطالي عام 1993 أصبحت تسمى «وزارة تنسيق السياسات الزراعية». أعيد تشكيلها في نفس العام الذي تم فيه «وزارة الزراعة والأغذية والموارد الغاباتية» في عام 2006 واتخذت الشكل الحالي في عام 2022، بعد تشكيل حكومة ملوني.
وتقوم الوزارة، التي يقع مقرها في قصر الزراعة في روما، بإنتاج وتنسيق السياسات الحكومية بشأن الزراعة والغابات والأغذية ومصايد الأسماك على المستويات الوطنية والأوروبية والدولية.
وزير الزراعة والسيادة الغذائية والغابات الحالي هو فرانشيسكو لولوبريجيدا.

## روابط خارجية
- الموقع الرسمي لوزارة الزراعة والسيادة الغذائية والغابات (إيطاليا)